# Kolumbianische Waldmaus
Die Kolumbianische Waldmaus (Chilomys instans) ist eine in Südamerika lebende Nagetierart aus der Gruppe der Neuweltmäuse.
Diese Tiere erreichen eine Kopfrumpflänge von 8 bis 9 Zentimeter und eine Schwanzlänge von 11 bis 13 Zentimeter. Ihr weiches Fell ist überwiegend grau gefärbt, auffällig sind das schwarze Gesicht und ein weißer Fleck oder Streifen an der Kehle.
Kolumbianische Waldmäuse sind vom mittleren Ecuador über weite Teile Kolumbiens bis ins westliche Venezuela verbreitet. Ihr Lebensraum sind feuchte Wälder. Sie dürften bodenbewohnend sein, mehrere Exemplare wurden in verrottenden, am Boden liegenden Baumstämmen oder im Bereich der Baumwurzeln gefunden. Ansonsten weiß man wenig über ihre Lebensweise.
Laut IUCN ist die Kolumbianische Waldmaus nicht gefährdet, diese Angabe ist jedoch veraltet.
Systematisch dürfte sie eng mit den Paramo-Mäusen (Thomasomys) verwandt sein.